# تعلقه ماتلی
تعلقه ماتلی (به انگلیسی: Matli Taluka) یک تعلقه یا تحصیل در پاکستان است که در ایالت سند واقع شده‌است.